# Mike Gesicki
Michael William Gesicki (* 3. Oktober 1995 in Manahawkin, New Jersey) ist ein US-amerikanischer American-Football-Spieler auf der Position des Tight Ends, der für die Cincinnati Bengals in der National Football League (NFL) spielt. Zuvor stand Gesicki fünf Jahre lang bei den Miami Dolphins sowie ein Jahr lang bei den New England Patriots unter Vertrag.

## Frühe Jahre
Gesicki ging in seiner Geburtsstadt Manahawkin, New Jersey, auf die Highschool. Hier spielte er American Football, Basketball und Volleyball. Später besuchte er die Pennsylvania State University, wo er auch für das Collegefootballteam aktiv war.

## NFL
Gesicki wurde im NFL-Draft 2018 in der zweiten Runde an 42. Stelle von den Miami Dolphins ausgewählt. Am 18. Juni 2018 unterschrieb er einen Vier-Jahres-Vertrag bei den Dolphins. In seiner ersten Saison für die Dolphins fing er 22 Pässe für 202 Yards. Seinen ersten NFL-Touchdown fing er am zwölften Spieltag der Saison 2019 gegen die Cleveland Browns. Er beendete die Saison mit 51 Passfängen für 570 Yards und fünf Touchdowns. Ein Jahr später gelangen ihm 703 gefange Yards und sechs Touchdowns. In der Saison 2021 fing er Pässe für 780 Yards und zwei Touchdowns.
Im März 2023 nahmen die New England Patriots Gesicki unter Vertrag.
Am 14. März 2024 unterschrieb Gesicki einen Einjahresvertrag bei den Cincinnati Bengals.